# Флаг муниципального округа Северный (Москва)
Флаг муниципального округа Се́верный в Северо-Восточном административном округе города Москвы Российской Федерации — опознавательно-правовой знак, служащий официальным символом муниципального образования.
Ныне действующий флаг утверждён решением Совета депутатов муниципального округа Северный от 22 сентября 2020 года № 7/1 и подлежит внесению в Государственный геральдический регистр Российской Федерации.

## Описание
«Прямоугольное двухстороннее полотнище синего цвета с отношением ширины к длине 2:3, на котором воспроизведены фигуры из герба муниципального округа Северный, исполненные в белом, зелёном и жёлтом цветах».
Описание герба гласит: «В лазоревом поле выходящий слева зелёный холм, на котором лежит золотой кувшин с ручкой, изливающий серебряную воду по округлому склону холма. В лазури семь серебряных восьмилучевых звезд, образующих созвездие Малой Медведицы, причём крайняя слева звезда больше прочих».

## Обоснование символики
Муниципальный округ Северный расположен в Северо-Восточном административном округе города Москвы за МКАД по Дмитровскому шоссе. Муниципальный округ Северный граничит на западе с городским округом Долгопрудный Московской области, а на севере и востоке с городским округом Мытищи Московской области.
Происхождение названия данного муниципального образования связано с началом строительства в 1950 году на территории Мытищинского района Московской области Северной водопроводной станции и посёлка при ней. Северная водопроводная станция предназначалась для снабжения города Москвы питьевой водой которая поступала из канала имени Москвы.
Ко дню пуска станции в работу — 12 апреля 1952 года — вышло постановление Совета Министров РСФСР «Об образовании рабочего посёлка Северной водопроводной станции». Этим постановлением посёлку было дано название Северный, таким образом, день пуска станции в эксплуатацию является и днем рождения посёлка. Посёлок изначально находился в административном подчинении города Москвы.
Указом Президиума Верховного Совета РСФСР от 19 марта 1984 года «О передаче некоторых населённых пунктов Московской области в административное подчинение Московскому городскому совету депутатов» восточная часть города Долгопрудного (микрорайоны Долгопрудненской агрохимической опытной станции, Заболотье, Новодачный), посёлок Ильинский, юго-восточная часть села Виноградово перешли в административное подчинение Московскому городскому Совету народных депутатов. Указом Президиума Верховного Совета РСФСР от 11 декабря 1985 года «О включении некоторых населённых пунктов в состав города Москвы» посёлок городского типа Северный вошёл в городскую черту Москвы.
В 1991 году был образован Северо-Восточный административный округ, а в его составе временный муниципальный округ «Северный», который в свою очередь в 1995 году получил статус района Москвы.
Муниципальное образование под названием «Северное» было создано в территориальных границах района города Москвы только в 2003 году. Впоследствии это муниципальное образование было переименовано в муниципальный округ Северный.
Посёлок Северный располагался на краю большого лесного массива. Территория посёлка в то время была не очень большой, её можно было обойти по периметру, наслаждаясь природой, ароматом цветов, пением птиц, свежим воздухом, всего лишь за час-полтора. Посёлок изначально был застроен не похожими друг на друга строениями, имеющими оригинальную архитектуру. Многие здания того времени сохранились в исторической части муниципального округа до настоящего времени.
Лазоревое полотнище флага символизирует водную гладь канала имени Москвы, из которого поступает вода на Северную станцию водоподготовки, чистоту воздуха в посёлке Северный, необычную его архитектурную застройку.
Серебряное созвездие Малой Медведицы символизирует название муниципального округа, поскольку Полярная звезда, входящая в данное созвездие, является символом Севера.
Опрокинутый влево золотой кувшин с ручкой и изливающимся из него водным потоком аллегорически указывает на работающую здесь Северную станцию водоподготовки, которая до настоящего времени обеспечивает жителей Москвы водой.
Зелёный холм символизирует красоту и уникальность природы, наличие лесного массива рядом с исторической частью муниципального округа Северный, а также аллегорически обозначает санитарную зону из зелёных насаждений вокруг Северной станции водоподготовки.
Примененные на флаге цвета символизируют:
синий цвет — символ водной глади, красоты, величия, уникальности;
зелёный цвет — символ природы, роста, жизни, надежды изобилия;
жёлтый цвет (золото) — символ надежности, богатства, стабильности, устойчивости и процветания;
белый цвет (серебро) — символ чистоты, верности, открытости, доброты.

## Первый флаг
Решением муниципального Собрания внутригородского муниципального образования Северное от 25 марта 2004 года № 3/7 был утверждён флаг муниципального образования Северное.
Законом города Москвы от 11 апреля 2012 года № 11, муниципальное образование Северное было преобразовано в муниципальный округ Северный.
Решением Совета депутатов муниципального округа Северный от 21 ноября 2017 года № 19/4 флаг муниципального образования Северное был утверждён флагом муниципального округа Северный.

### Описание
Флаг муниципального образования Северное представляет собой двустороннее, прямоугольное полотнище с соотношением сторон 2:3.
Голубое полотнище диагонально разделено из нижнего угла, прилегающего к древку, тремя полосами — белой, зелёной и белой. Ширина каждой белой полосы составляет 1/75 длины (1/50) ширины полотнища. Ширина зелёной полосы составляет 1/8 длины (3/16 ширины) полотнища.
В прилегающей к древку части полотнища помещено изображение белого стилизованного созвездия Малой Медведицы из семи восьмиконечных звёзд, при этом Полярная звезда обозначена увеличенной звездой. Габаритные размеры изображения составляют 1/4 длины и 3/8 ширины полотнища. Центр изображения находится на расстоянии 5/24 длины полотнища от бокового края полотнища и на расстоянии 5/16 ширины полотнища от его верхнего края.
В нижнем, противоположном древку углу полотнища помещено примыкающее к нижнему и боковому краям полотнища изображение опрокинутого серебряного сосуда с вытекающей из него белой водой на жёлтой, мурованной красными швами, кирпичной кладке. Габаритные размеры изображения составляют 5/12 длины и 9/20 ширины полотнища.

### Обоснование символики
Зелёная и белая полосы и голубое полотнище символизируют Клязьминское водохранилище и реку Клязьму, с зелёной санитарной зоной вокруг Северной водопроводной станции.
Белое созвездие Малой Медведицы символизирует название муниципального образования, поскольку в созвездие входит Полярная звезда — символ Севера.
Опрокинутый на кирпичной кладке белый сосуд с изливающейся из него белой водой символизирует искусственный источник воды — находящуюся на территории муниципального образования Северную водопроводную станцию.